# 伯明翰塞利奧克 (英國國會選區)
伯明翰塞利奧克（英語：Birmingham, Selly Oak），英國國會一自治市選區，位於英格蘭西米德蘭茲郡伯明翰市中心東南，包括四個地方選區。
該區自1955年創設以來，由支持保守黨逐漸轉向工黨。2010年大選中工黨的史提夫·麥卡貝以38.5%選票成功連任，繼承了林恩·瓊斯的議席。